# Supercupa României 2018
La Supercupa României 2018 è stata la 20ª edizione della Supercoppa rumena.
La partita si è disputata a Craiova allo Stadionul Ion Oblemenco tra il CFR Cluj, vincitore del campionato ed il U Craiova, vincitore della coppa nazionale.
Il Cluj ha vinto il trofeo per la terza volta.

## Tabellino
| Arbitro: | Petrescu |

|                  |           |  |
| Culio 78’ (rig.) | Marcatori |  |